# Nombre 230
El nombre 230 (CCXXX) és el nombre natural que segueix el nombre 229 i precedeix el nombre 231.
La seva representació binària és 11100110, la representació octal 334 i l'hexadecimal DC.
La seva factorització en nombres primers és 2 × 5 × 23 = 230.

## Nombres del 231 al 239
| Nombre | Nombre romà | Sistema binari | Sistema hexadecimal | Més informació que destaca del nombre                    |
| 231    | CCXXXI      | 11100111       | E7                  |                                                          |
| 232    | CCXXXII     | 11101000       | E8                  |                                                          |
| 233    | CCXXXIII    | 11101001       | E9                  |                                                          |
| 234    | CCXXXIV     | 11101010       | EA                  |                                                          |
| 235    | CCXXXV      | 11101011       | EB                  |                                                          |
| 236    | CCXXXVI     | 11101100       | EC                  |                                                          |
| 237    | CCXXXVII    | 11101101       | ED                  |                                                          |
| 238    | CCXXXVIII   | 11101110       | EE                  | La suma dels primers tretze nombres primers (fins al 41) |
| 239    | CCXXXIX     | 11101111       | EF                  | 239 × 4649 = 1111111 i 239² = 2 × 13⁴- 1.                |